# Klep (piano)

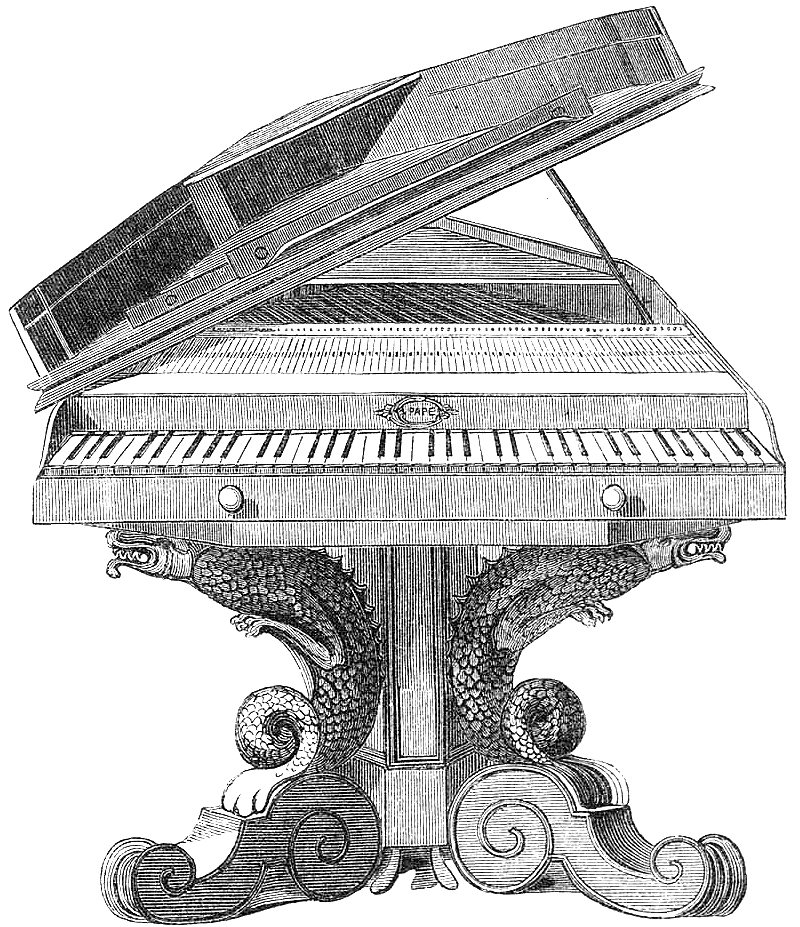
Op deze antieke Pape piano met geopende klep is te zien dat de klep door een stok open wordt gehouden. Ook bestaat het voorste opgeklapte gedeelte van de klep uit een beschermdeel dat over de toetsen kan worden geslagen

De klep van een piano dient om in geopende stand de geluidsniveaus te regelen en soms om het geluid te richten.
Indien de klep gesloten is wordt de output van geluid door het instrument gedempt.
Bij vleugels opent de klep doorgaans in een hoek van 45 graden, waardoor het geluid dat verticaal opstijgt vanuit het instrument gericht wordt in horizontale richting door weerkaatsing tegen de onderkant van de klep. Zo wordt het geluid 'de zaal in gestuurd'. De klep wordt in geopende positie gehouden door een stok. Deze klepstokken zijn soms qua lengte instelbaar, waardoor ook een kierstand (bij zangbegeleiding of kamermuziek) gecreëerd kan worden.
De klep dient tevens in gesloten stand om het interieur van de piano te beschermen tegen binnendringend stof wanneer het instrument niet bespeeld wordt.
Bij vleugels bestaat de klep doorgaans uit twee gedeelten, een gedeelte parallel aan het toetsenbord, door middel van een pianoscharnier verbonden aan de rest van de klep, kan achterovergeklapt worden, zodat een deel van de klank uit de kast kan ontsnappen, en waardoor de lessenaar omhooggeklapt kan worden. De klep in zijn geheel is op zijn beurt door middel van twee of drie losse scharnieren met een pinnetje erdoor verbonden met de kast. Door het pinnetje uit het scharnier te trekken kan de gehele klep eenvoudig uit de scharnieren gelicht en verwijderd worden.
Het verwijderen van de klep geschiedt in bepaalde situaties waar het niet wenselijk is de klep te benutten, zoals wanneer werken voor twee piano's worden uitgevoerd en het geluid van beide piano's via een van de twee kleppen de zaal in kan worden gericht. Ook bij opnamen of uitvoeringen met prepared piano wordt de klep soms verwijderd om beter toegang te hebben tot het snarengedeelte.

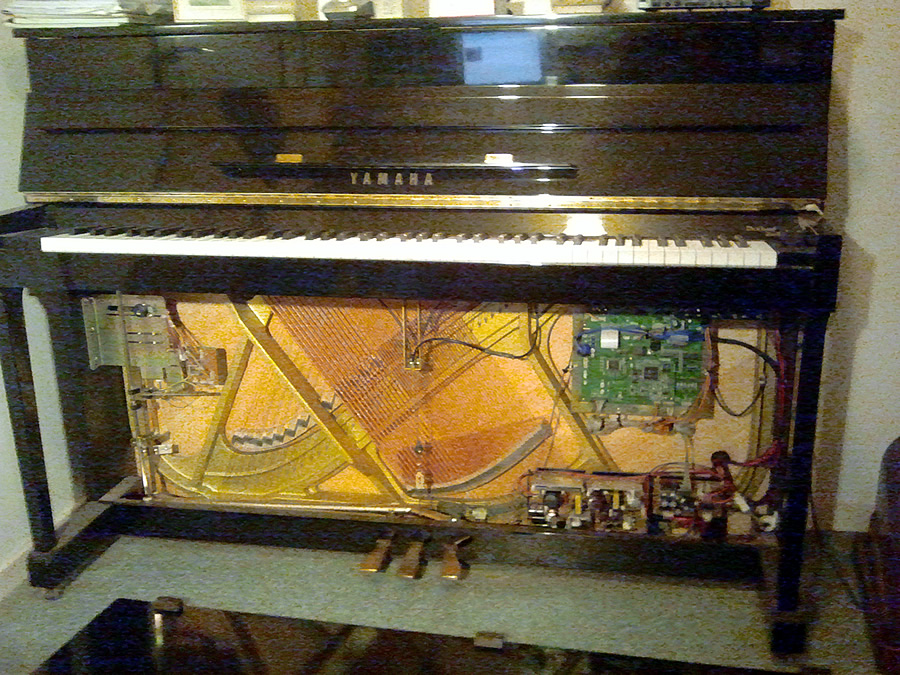
Binnenzijde van een disklavier piano, waarop te zien is hoe het moederbord met de hardware in de kast achter de 'onderklep' is geplaatst.

Op een rechtopstaande piano zit de klep aan de bovenvoorzijde, en bestaat dan uit één deel. De bovenklep van een piano heeft soms het scharnier aan de korte zijkant, soms aan de achterkant. Deze klep is met een pianoscharnier verbonden aan de kast, en kan meestal in twee standen opgeklapt worden (de kierstand, en geheel uitgeklapt). Overigens heeft de piano nog twee 'kleppen': het paneel dat boven de toetsen zit en loopt van het klavier tot aan de bovenkant van de kast. Dit paneel geeft toegang tot het pianomechaniek en de stempennen. Het andere paneel zit onder het toetsenbord (tussen pedalen en toetsenbord), en geeft toegang tot het pedaalmechaniek. Soms wordt dit onderste deel verwijderd om meer en beter geluid uit de piano te halen. Op bijgaande foto van een disklavier is deze onderklep verwijderd, zodat men ook naast toegang tot de pedalen toegang heeft tot het elektronische moederbord dat er in is gebouwd.